# Љиљана Гардијан
Љиљана Гардијан (рођена 28. децембра 1988) је српска фудбалерка која игра као голман за женски суперлигашки клуб ЖФК Слога Земун и женску фудбалску репрезентацију Србије.

## Клупска каријера
Љиљана Гардијан је наступала за ЖФК Спартак Суботица из Србије, за ЖФК Помурје из Словеније, као и за KFF Vllaznia Shkodër из Албаније.

## Међународна каријера
Љиљана Гардијан је наступала за репрезентацију Србије на сениорском нивоу током квалификација за Светско првенство за жене 2011.